# Atractylis cancellata
Atractylis cancellata, deutsch auch Gitter-Spindelkraut genannt, ist eine Pflanzenart aus der Gattung Spindelkraut (Atractylis) und damit der Familie der Korbblütler (Asteraceae).

## Merkmale

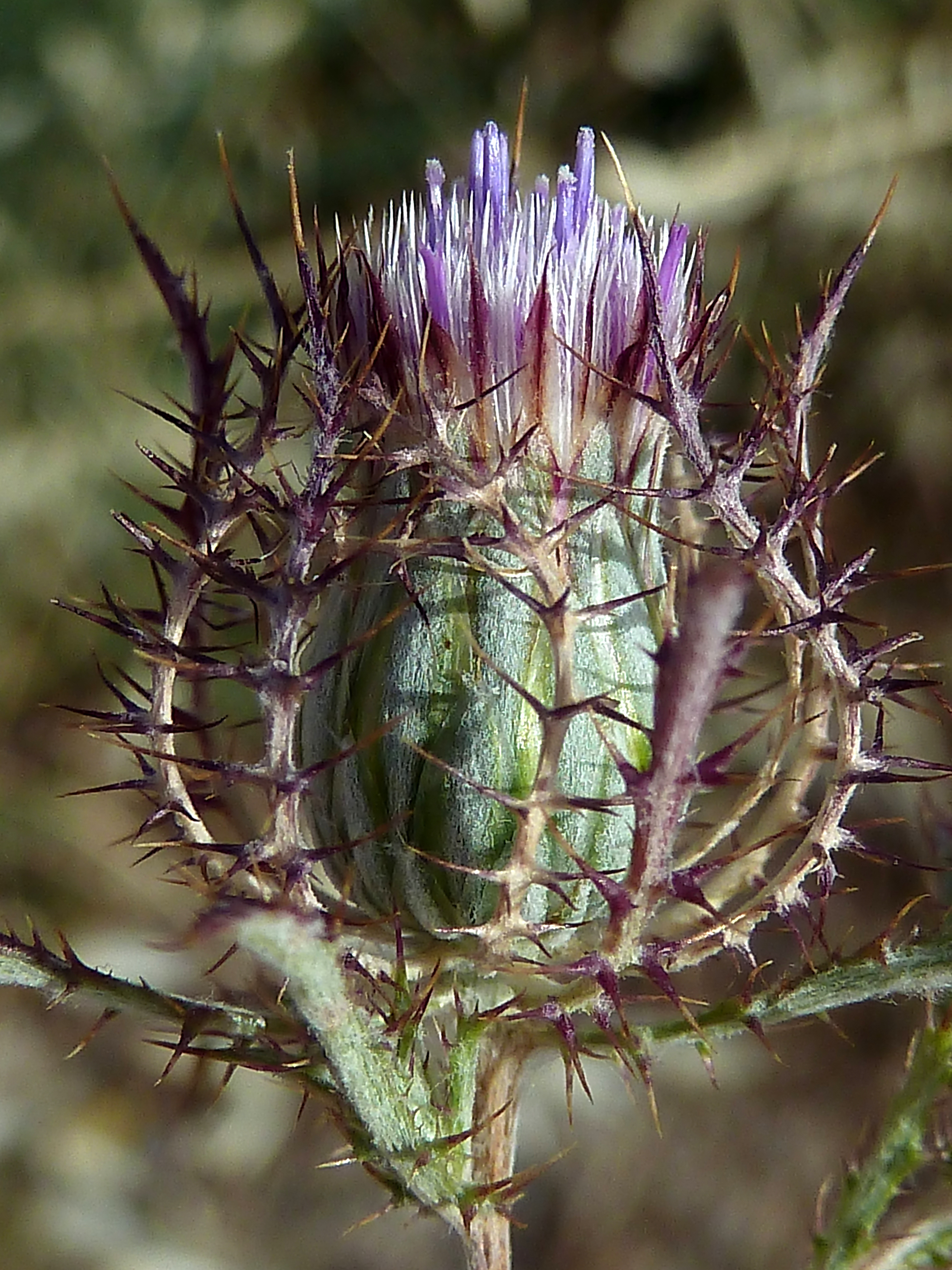
Gitter-Spindelkraut (Atractylis cancellata), Blütenkopf

Atractylis cancellata ist ein einjähriger Schaft-Therophyt, der Wuchshöhen von 5 bis 25 Zentimeter erreicht. Die Sprossachse ist weißfilzig und verkahlend.  Die Blätter sind schmal länglich und dornig gezähnt, sie sind weich und unterseits spinnwebig behaart. Die oberen Blätter sind kürzer bis geringfügig länger als die Hülle. Die Blütenköpfe sind 0,5 bis 2 Zentimeter breit. Die Hülle ist 5 bis 22 Millimeter groß. Die mittleren Hüllblätter sind regelmäßig kammförmig dornig und umhüllen gitterähnlich das Köpfchen. Die Röhrenblüten sind purpurrot und fünfzähnig. Die Achänen sind seidig behaart. Der Pappus besteht aus fedrigen weißen, an der Basis bräunlichen Haaren.
Die Blütezeit reicht von April bis Juli.
Die Chromosomenzahl beträgt 2n = 20.

## Vorkommen
Atractylis cancellata kommt im Mittelmeerraum vor. Sie kommt von Marokko und den Kanarischen Inseln bis Ägypten, dem Oman, Afghanistan und Pakistan vor.
Die Art wächst auf Phrygana und trockenem Brachland auf Kalk in Höhenlagen von 0 bis 900 Meter.